# The Raiden Project
The Raiden Project (雷電プロジェクト) est une compilation de deux jeux vidéo sortie en 1995 sur PlayStation par Seibu Kaihatsu.

## Description
The Raiden Project regroupe deux jeux de la société Seibu Kaihatsu : Raiden et Raiden II .
Le jeu est fidèlement retranscrit et garde même la proportion de l'affichage des jeux d'arcade. Quelques animations ont été retravaillées comme l'explosion des ennemis.
Ces jeux sont accessibles depuis un menu commun qui comporte des options supplémentaires. Ce menu permet de :
- Permuter l'orientation de l'écran d'horizontal vers vertical  et de changer la position de l'affichage des bombes et du score ;
- Choisir entre les musiques originales ou remixées ;
- Choisir le niveau de difficulté :
  - Captain ;
  - Major ;
  - Colonel ;
  - General ;
- Changer la configuration des boutons ;
- Changer le nombre de vie ;
- Mémoriser les scores.